# Нік Бест
Нік Бест (англ. Nick Best; нар. 6 червня 1969) — професійний американський стронґмен і чемпіон світу з паверліфтингу.

## Паверліфтинг
До початку змагання у стронґмені Нік виграв USAPL National Powerlifting Championships в категорії 125 кг в 1996 і 1997 року також Світовий Чемпіонат з Паверліфтингу WDFPF в 1996 році.

## Стронґмнен
Бест ставить інтернаціональний рекорд який зафіксували в Міжнародній Спілці Стронґменів. Нік Бест зумів пройти 75 метрів виконуючи вправу прогулянка фермера з вагою 145 кілограм і часом 47,3 секунди.
В 2010 Нік виграв Всеамериканський Виклик Стронґменам. Ця перемога стала найкращою в його кар'єрі. Завдякий цій перемозі він зумів кваліфікуватися на Арнольд Стронґмен Классік 2010, де у загальному заліку закінчив дев'ятим.
Того ж року брав участь у Найсильнішій Людині Світу 2010, де у загальному заліку закінчив шостим.
17 грудня 2010 фінішував другим (після Браяна Шоу) у змаганні Strongman Super Series Swedish Grand Prix.
30 січня 2011 знову змагався на Всеамериканському Виклику Стронґменам, де фінішував другим, що знову дозволило йому кваліфікуватися на Арнольд Стронґмен Классік, де він в свою чергу посів сьоме місце.
В 2013 році Нік Бест змагався на Гіганти Наживо! Гран-прі в Мельбурні, Австралія.